# مقاطعة راندولف (أركنساس)
مقاطعة راندولف (بالإنجليزية: Randolph County)‏ هي إحدى مقاطعات ولاية أركنساس في الولايات المتحدة الأمريكية.

## أعلام
- جيم جونستون
- دبليو. جاسبر بلاكبيرن